# 검양옻나무
검양옻나무는 낙엽이 지는 활엽교목으로서, 옻나무와 비슷하지만, 잎 전체가 다소 작고 9-15개의 작은잎을 가지며 털이 없는 점이 옻
나무와 다르다. 암수딴그루로서, 5-6월경이 되면 황록색의 꽃이 잎겨드랑이에서 원추꽃차례를 이루면서 달린다. 열매는 흰 핵과로 10월경에 익는다. 주로 따뜻한 지방의 낮은 곳에서 자라며, 한국에서는 제주도 및 전남의 완도 등에 분포하고 있다.